# NBC Europe
NBC Europe (укр. Ен-Бі-Сі Європа) — колишній кабельний і супутниковий телеканал з Великобританії, переважно транслювався в багатьох країнах Європи.

## Історія

### 1987–1993: Super Channel

Запуск Super Channel

Телеканал був запущений 30 січня 1987 року під назвою «Super Channel». Замінив цілодобовий музичний канал «Music Box». На той час у Великобританії канал належав майже усім компаніям телевізійної мережі «ITV».
Холдинг «Virgin Group» мав контрольний пакет акцій «Music Box» (60%) і ще 15% акцій, а решта була розділена між власниками франшиз «ITV Company», зокрема «ITV Granada», «ITV Yorkshire», «London Weekend Television» («LWT»), «ITV Central», «ITV Anglia», «ITV Tyne Tees», «UTV», «Grampian Television», «Scottish Television», «ITV Border», «ITV Wales & West» («HTV»), «Television South West» («TSW») і «Television South» («TVS»), тоді як «Thames Television» і «TV-am» були єдиними двома підрядниками, які не брати участі.

Заставка новин ITN

Протягом якогось часу канал транслював контент виробництва корпорації «ВВС», включаючи випуски прогнозів погоди для Європи. Випуски міжнародних новин для «Super Channel» готувала служба новин «ITN», і одним із перших ведучих програми новин, що виходила на каналі, був Джон Сушет.
Ажіотаж, що послідував за запуском каналу «Super Channel», пройшов, і з'явилися перші труднощі. Доходи від реклами та договорів про ретрансляцію в кабельних мережах залишали бажати кращого — за межами Великобританії, у континентальній Європі більшість програм каналу не мали успіху (виняток, втім, становило «Шоу Бенні Хілла»). Крім того, корпорація «BBC», розчарувавшись у співпраці з «Super Channel», вирішила запустити свій власний платний канал «BBC TV Europe», перевівши туди свій контент. Також на телеканал негативно вплинула суперечка з профспілкою британських акторів, яка вимагала додаткової плати за перегляд глядачами, що означало, що телеканал більше не міг пропонувати «найкраще з британського для європейської аудиторії».
1989 року група компаній «ITV» продали телеканал італійській родині Маркуччі, власникам «Videomusic», першого музичного каналу в Італії, міноритарним пакетом акцій якого володіла «Virgin Group» Річарда Бренсона. Програма змінилася з британської на пан'європейську, хоча канал продовжував транслювати новини «ITN World News».

Заставка 1988 року

Тоді ж, у 1988 році, у канала з'явився новий логотип, що став знаменитим на багато років — жовтий Сатурн із синім кільцем та червоною літерою «S», який у багатьох асоціювався з популярним героєм коміксів — Суперменом.
У супутниковому телеефірі в ті часи «Super Channel» конкурував зі ще одним пан'європейським супутниковим каналом «Sky Channel» (попередник каналу «Sky One»). Однак на відміну від сильно «американізованого» ефіру «Sky Channel» в ефірі каналу Super Channel домінували програми британського виробництва. Втім, були в ефірі каналу також програми виробництва інших європейських країн.

### 1993–1996: NBC Super Channel

Заставка NBC Super Channel

2 жовтня 1993 року канал, який переживав серйозні фінансові труднощі, був придбаний американською компанією «General Electric», яка тоді була материнською компанією «NBC», і отримав назву «NBC Super Channel».

Заставка «Tonight»

Зміни зачепили і програмну політику каналу — замість дешевих післяобідніх передач канал почав транслювати програму «CNBC» «Money Wheel» («Грошове колесо») з Нью-Йорка, крім того, протягом деякого часу «NBC Super Channel» ретранслював у прямому ефірі шоу «Today» («Сьогодні») виробництва NBC із врізками прогнозів погоди для Європи. Ближче до ночі в ефір виходили «The Tonight Show» («Шоу сьогодні ввечері») з Джем Ліїно і «Late Night» («Пізньої ночі») з Конаном О'Брайеном, які перетинались з випуском «Міжнародних новин ITN» (виходив о 22:00 за середньоєвропейським часом) та випуском «Нічних новин NBC» (о 00:30). Телестудія «Financial Times» готувала для каналу щоденні бізнес-огляди, які репрезентувала глядачам Мелінда Віттсток. 

Заставка «Dateline»

Студія шоу «Dateline»

У прайм-тайм в ефірі каналу з'явився огляд поточних подій від «NBC» — «Dateline NBC», а також шоу «Ushuaia», присвячена пригодам на відкритому повітрі. 
Ретрансляції програми «Today» від «NBC» в ефірі каналу «NBC Super Channel» поступово були згорнуті, головним чином, у зв'язку з нормами британського законодавства, що регламентують такі явища, як спонсорство програм та «продакт-плейсмент». Крім того, час виходу програми в ефір (13:00–15:00 за середньоєвропейським/12:00–14:00 за лондонським часом) все частіше створював незручності для програм «CNBC», обсяг яких постійно збільшувався.
У 1995 році «NBC Super Channel» почав збільшувати обсяги денних ділових програм, запустивши проект «European Money Wheel» («Європейське Грошове колесо»), який створювався спільними зусиллями «CNBC» та «Financial Times TV». Програма виходила в ефір з 10:00 до 14:00 за середньоєвропейським часом. Ведучими чотиригодинної програми були Таня Беккет (сьогодні вона є головною особою програми «Business Edition», що виходить на каналі «BBC World News») і Майкл Бікер- Каартен. Далі йшли такі проекти, як «Squawk Box» («Скринька для скарг») та «Money Wheel» — обидві виробництва американської компанії «CNBC». В результаті цих змін програма «Today» повністю зникла з ефіру каналу «NBC Super Channel». 

Промо-заставка NBC Super Channel 1994 року

З 1995 по 1996 рік програма «Today» виходила на каналі в записі — наступного ранку після її виходу в американський ефір — о 7:00 за середньоєвропейським часом. Програма представлялася як «Міжнародна версія» шоу, крім того, до неї додавалися випуски міжнародних новин від «ITN» та бізнес-бюлетень від «Financial Times».
У цей же час розпочалося співробітництво каналу з німецькою телекомпанією «ZDF», результатом якого стала поява в ефірі «NBC Super Channel» огляду поточних новин «Frontal», який виходив в ефір з 1995 року німецькою мовою з англійськими субтитрами. Відсутність мовлення каналу на супутнику «Sirius» разом з аналоговими каналами «Sky» призвела до того, що протягом багатьох років «NBC Super Channel» був доступний лише абонентам кабельних мереж у Великобританії та деяким любителям супутникового телебачення, які мали антени, налаштовані на супутник «Eutelsat». Ситуація змінилася в середині 90-х років XX століття, коли канал розпочав одночасне мовлення на двох супутниках — «Sirius» та «Eutelsat», а в анонсах програм стали вказувати час двох часових поясів — британського та середньоєвропейського.

### 1996–1998: NBC Europe[3]

Анонс найближчих програм у 1996 році

9 вересня 1996 року канал був перейменований на «NBC Europe», але відтоді його майже завжди називали просто «NBC». Сітка мовлення була в черговий раз переглянута і покращена за рахунок нових програм, після чого канал увійшов у нетривалу епоху розквіту з ефіром, наповненим з популярними програмами європейського та американського виробництва. Тоді ж з'явився і знаменитий слоган каналу — «NBC: Where the Stars Come Out at Night» («NBC: Де ночами з'являються зірки»). Канал остаточно відмовився від вечірніх блоків новин «ITN» і, прагнучи ще більше відповідати своєму слогану, представив своїм глядачам ще більше «зіркових» шоу. О 22:00 за середньоєвропейським часом в ефір каналу виходила програма «Tonight Show», о 23:00 його змінювало шоу «Late Night», яке йшло після опівнічі — до нічного інформаційного. блоку «NBC Nightly News», що стартував о 00:30 за середньоєвропейським часом.
Селіна Скотт, у минулому ведуча «»Міжнародних новин ITN», запустила ток-шоу вихідного дня, яке виходило у суботу та неділю о 19:00 за середньоєвропейським часом. У вихідні «NBC» почав знайомити глядача з американською драмою — зокрема, по суботах о 21:00 за середньоєвропейським часом на каналі транслювався серіал «Профайлер». 
Використовуючи службу «Телетекст», «NBC» розпочав практику субтитрування своїх програм на деякі європейські мови, включаючи голландську та німецьку. 
Фіона Армстронг, відома у Великій Британії як ведуча інформаційних випусків на «ITV» і «BBC», з'явилася на каналі «NBC Europe» з програмою «Executive Lifestyles» («Стиль життя керівника»). 
До 1997 року частоту мовлення каналу «NBC Europe» на супутнику «Sirius» було віддано під трансляцію додаткових програм «CNBC». Проект «CNBC Europe» був офіційно запущений роком раніше і став продовженням традицій, закладених службою «Financial Times TV», однак спочатку це були чотири додаткові години ділової інформації для глядачів супутника «Sirius».
Тим часом канал «NBC Europe» скоротив обсяги своїх бізнес-програм, продовжуючи ретранслювати лише ранковий блок «CNBC Europe». Вечірній ефір був повністю очищений від ділового мовлення — замість нього з'явилися програми виробництва «Home and Garden TV» та «MSNBC», адаптовані для європейського глядача. 
В останні місяці свого мовлення в ефірі канал «NBC Europe» запустив вечірній блок документальних фільмів від «National Geographic». Тим часом до червня 1998 року всім стало зрозуміло, що існування каналу в минулому вигляді скоро не буде: в ефірі стали з'являтися заставки, які інформують глядачів про те, що незабаром у більшості країн Європи «NBC Europe» буде замінений на «National Geographic Channel», а мовлення «NBC Europe» продовжиться лише у Німеччині, Австрії та Швейцарії. Глядачам, які бажали й надалі дивитися програми «The Tonight Show» та «NBC Nightly News», пропонувалося переключитись на канал «CNBC Europe».

#### 1998–2005: Німецька мережа[3]

Анонс найближчих програм у 2000 році

Телеканал припинив мовлення на більшу частину Європи 30 червня 1998 року, коли його придбав «Deutsche Fernsehnachrichten Agentur» («DFA»). У Німеччині новий власник вирішив створити на базі каналу телебачення для комп'ютерників. 
З 1 липня і до 30 листопада 1998 року вранці в ефірі «NBC Europe» ретранслювалися програми «CNBC», після чого йшли по колу та без чіткого розкладу старі документальні фільми з архіву каналу (з полудня до раннього вечора). Ближче до ночі по колу йшли випуски «The Tonight Show». Загалом підготовка ефіру була досить слабкою, використовувалися відредаговані старі заставки «NBC Europe», з яких були очищені всі розклади виходу програм. 
Трохи пізніше в ефірі каналу з'явилися програми «QVC Germany» вони виходили в проміжку з 12:00 до 15:00 за середньоєвропейським часом, коли передачі каналу не були доступні в кабельних мережах усієї країни. До кінця листопада 1998 року «NBC Europe» був готовий відновити більш-менш повноцінне мовлення з нового студійного комплексу в Дюссельдорфі. 30 листопада 1998 року о 15:00 за середньоєвропейським часом в ефір вийшло нове комп'ютерне шоу німецькою мовою — «GIGA». Спочатку шоу транслювалося щодня з понеділка до п'ятниці з 15:00 до 20:00. Далі слідував блок англомовних програм, включаючи такі шоу, як «Dateline» і «The Tonight Show». 
У 2004 році компанія «DFA» перейшла у власність мережі «NBC Universal», яка таким чином відновила повний контроль над каналом «NBC Europe». А 29 вересня 2005 року власники каналу провели черговий ребрендинг, у результаті отримав нове ім'я — «Das Vierte». 

Канал «Das Vierte» продовжив трансляцію програм «CNBC» у своєму ранковому ефірі, оскільки цього вимагали умови ліцензії на мовлення в кабельних мережах Німеччини, виданої федеральним регулятором. 
У 2008 році мережа «NBC Universal» продала канал «Das Vierte» російському бізнесменові Дмитру Лесневському (відомий більше всього як один із засновників російського телеканалу «REN-TV»), який планував перетворити його на суто розважальний проект. 

І нарешті, 2012 року компанія Лісневського продала канал компанії Disney. А 17 квітня 2013 було оголошено про те, що колись найпотужніший телеканал Європи з початку 2014 стане безкоштовною версією телеканалу «Disney Channel».

### В СРСР, Україні, Росії
В Україні (тоді ще УРСР) програми «Super Channel» восени 1990 року почали напівлегально та нелегально транслювати 7-й київський канал та телеканал «Сатурн» (смт Буча, Київська область). Також з появою в Україні інших перших комерційних студій контент «Суперканалу» почав використовуватись і для підготовки їх перших авторських програм. Питання авторського права в ті часи ігорувались, тому частим явищем було використання відеокліпів, записаних з ефіру «Super Channel», в музичних програмах. Багато студій навіть не прикривали логотип каналу. 
Офіційно в Україні програми телеканалу почали транслюватися навесні 1992 р. У 1992-1993 роках ефір «ICTV» розпочинався по буднях о 17:00 з ретрансляції програм «Super Channel» на каналі «ICTV». Одним із засновників каналу була американська корпорація «StoryFirst Communications», яка і отримала ексклюзивні права на трансляцію програм «Super Channel» в країні. Однією із найпопулярніших передач цього каналу в Україні було шоу Клайва Пірса «On The Air» («В ефірі»), в рамках якого було багато музики, а також приймалися телефонні дзвінки від глядачів з усієї Європи, з якими ведучий обговорював тему дня або просто балакав у прямому ефірі. Деякі українські глядачі навіть намагалися дзвонити до Великобританії чи просто писати і надсилати туди листи.
Після шоу Клайва Пірса в ефірі «Super Channel» йшли розважальні та музичні програми, а о 20:30 розпочиналося мовлення «ICTV» — з випуску ранкових новин «ITN», записаного з ефіру «Super Channel» і перекладеного українською мовою. Були присутні в ефірі «ICTV» та інші програми «Super Channel» в українському озвученні — художні та документальні фільми, шоу, добірки відеокліпів. 
Ранковий ефірний блок «ICTV» також розпочинався з ретрансляції програм «Super Channel» — зокрема, у цей час транслювався у прямому ефірі ранковий випуск новин «ITN» — той самий, який надвечір перекладали українською мовою.
Згодом «ICTV» додала ще один блок прямої ретрансляції програм «Super Channel» — він починався ближче до півночі, після закінчення власного мовлення каналу і тривав до ранку. 
Програми «Super Channel» (а потім і «NBC Super Channel») були присутні в ефірі каналу «ICTV» кілька років, проте з розвитком українського телебачення, власного виробництва та диверсифікацією закупівель контенту інтерес до них став згасати, обсяги — стискатися, і незабаром вони зовсім зникли з ефіру каналу.
В Росії приблизно із серпня 1990 року програми «Super Channel» транслювала у своєму ефірі московська телекомпанія «2х2». Частка програм британського каналу в ефірній сітці практично відразу стала великою — транслювалися одно-двох годинні добірки відеокліпів, тематичні передачі (музика, мода, спорт), кінофільми. Також однією з таких програм була «Blue Night». У травні 1992 року «2x2» припинив показ передач каналу. Також програми «Super Channel»
показували і місцеві
регіональні телеканали,
наприклад «ТРТР» і «ТТТ Паралакс» (Тюмень, 1992–1993), «АСВ» (Єкатеринбург) та «Эфир» (Казань, 1992–1995).

## Цікаві факти
Технологічні особливості супутника, через який велися трансляції каналу в 1987 році, не дозволяли вести повноцінне цілодобове мовлення — двічі на добу супутник потрапляв у тінь, і мовлення припинялося на нетривалий час. Однак комерційний відділ каналу зумів отримати вигоду з цього недоліку і знайшов йому спонсора — перед початком кожного «затемнення супутника» транслювався ролик із рекламою відеомагнітофонів від однієї відомої компанії, головним посилом якого було те, що хоч такі «затемнення» неминучі, і інженери компанії не можуть їх скасувати, зате вони створили чудовий відеомагнітофон, який допомагає глядачеві скоротати час без сигналу улюбленого каналу.

«NBC Europe» практично не показував розважальні програми в прайм-тайм у Сполучених Штатах, оскільки вони зазвичай належали іншим студіям і поширювалися ними відповідно до правил "fin-syn" (які не застосовувалися в Європі). «NBC» довелося б купувати права на показ у кожної країни, але це було б надто дорого. Навіть для тих шоу, якими володіла сама «NBC Studios», як правило, було вигідніше продавати права по країнах на трансляцію на інші кабельні та супутникові канали, чім транслювати їх на самому «NBC Europe». Проте, найбільш помітними винятками з цього правила були короткі серії серіалів «Profiler» та «The Pretender», а також американські ситкоми «Union Square» та «Mr. Rhodes». Вважається, що це одна з головних причин, через яку цей телеканал зрештою не мав великого успіху.

## Логотипи
Телеканал змінив 5 логотипів. Всі розташовувались у правому верхньому куті екрана.
| Логотип | Опис |
| ------- | --- |
|         | Перший логотип (1987–1989) був у вигляді слова SUPER підкресленого смугою з кольоровим градієнтом.                                                                        |
|         | Другий логотип (1989–1991) був у вигляді жовтої планети Сатурн з голубим кільцем та стилізованою червоною буквою S в середині. В ефірі використовувався без напису знизу. |
|         | Третій логотип (1991–1993) був написом SUPER CHANNEL, де перше слово знаходилось зверху, друге — знизу, а між ними була лінія.                                            |
|         | Четвертий логотип (1993–1996). Являв собою логотип NBC, під яким знаходився попередній логотип. В ефірі був без напису.                                                   |
|         | П'ятий логотип (1996–2005) являв собою логотип NBC, під яким був напис EUROPE. В ефірі був без напису.                                                                    |

## Програми
Через обмеження кількості розважальних шоу в мережі NBC Europe (включно з GIGA) транслювала низку оригінальних програм разом із американським контентом, який раніше не транслювався в Європі. До них належать: 
- 49win
- Agenda
- Best of the Ticket
- Blue Night
- Bonanza
- Business Insiders
- Business Tonight
- Business Weekly
- Chinese News Europe
- CNBC Business Weekly
- CNBC European Squawk Box
- CNBC U.S. Squawk Box
- Dateline
- Daybreak
- The Detectives
- Disaster Chronicles
- Eco Record
- Equal Time
- European Business Today
- Father Murphy
- Film Europe
- FT Business Today
- FT Business Tonight
- FT European Business Today
- GIGA green (later GIGA@the gate)
- GIGA Games
- GIGA Heartbeat
- Gillette World Sport Special
- Holidays
- Hotline
- Inside Edition
- ITN Super Channel News
- ITN World News
- Kinowelt-De News
- Late Night with Conan O'Brien
- Later
- Mancuso, F.B.I.
- Max's European Home Video
- Show
- MediaTelevision
- The Mix
- Money Wheel
- European Money Wheel
- U.S. Money Wheel
- Mr. Rhodes
- MSNBC Internight Live
- National Geographic
- NBC GIGA
- NBC GIGA Real
- NBC Music Legends
- NBC News Special Reports
- NBC News Today
- NBC Nightly News
- NBC Sports News
- NHL International Weekly
- On the Air
- Personal
- PGA Tour
- The Pretender
- Profiler
- Real Personal
- Riviera
- The Rolonda Watts Show
- Saturday Night Live
- The Selina Scott Show
- The Site
- SMS Challenge
- Super Channel Documentaries
- Super Channel Sports Specials
- Super Shop
- Talkin' Blues
- Talkin' Jazz
- Time and Again
- The Today Show
- Today's Business
- The Tonight Show with Jay Leno
- Travel Express
- U.S. Market Wrap Up
- Union Square
- Victory
- Videofashion
- West of Moscow
- Young Soul Rebels